# Myrmecium fuscum
Myrmecium fuscum là một loài nhện trong họ Corinnidae.
Loài này thuộc chi Myrmecium. Myrmecium fuscum được Maria Dahl miêu tả năm 1907.